# Новая Алексеевка (Одесская область)
Новая Алексеевка (укр. Нова Олексіївка) — село, относится к Татарбунарскому району Одесской области Украины.
Население по переписи 2001 года составляло 80 человек. Почтовый индекс — 68110. Телефонный код — 4844. Занимает площадь 0,13 км². Код КОАТУУ — 5125081903.

## Местный совет
68110, Одесская обл., Татарбунарский р-н, с. Дмитровка, ул. Энгельса, 49а